# قصعين أبيض الدثار
قصعين أبيض الدثار (الاسم العلمي:Salvia leucochlamys) هو نوع من النباتات يتبع جنس القصعين من الفصيلة الشفوية.